# 倪以理
倪以理，JP. 太平绅士,（Joseph Ngai）麥肯錫中國區總裁，负责麥肯錫中國區北京、香港、上海、深圳、台北、成都等分公司，超过600名的顾问团队。在接任總經理一職之前，倪先生是大中華區金融機構及私募基金諮詢業務的負責人，曾帶領多家中國及跨國機構展開大規模轉型工作，提供高階主管策略、營運轉型、購併及組織轉型等相關課題的諮詢建議。

## 公職
倪先生在香港担任多项公职，包括:
- 行政长官创新及策略发展顾问团[3]
- 香港金融發展局董事[4]
- 香港科学園董事[5]
- 大学教育资助委员会委员
- 香港金融管理局金融基建委員會成員[6]

## 社企及教育領域
倪先生熱愛且積極投入社企及教育領域的若干機構，包括：
- Generation 香港董事會主席[7]
- 社会企业“鑽的”主席，這是一家提供身障人士計程車服務的獲獎社企[8]
- 香港团结基金会顾问[9]
- 香港大学商学院国际顾问委员
- 美国Phillips Exeter Academy 校友会董事
- 拔萃男書院基金會董事[10]
- 前任哈佛商學院香港会长

## 著作及活动
倪先生經常被《經濟學人》、《金融時報》及《華爾街日報》等頂尖報章雜誌及兩岸三地的主流媒體引述，同時也撰寫大量有關中國金融機構的報告與文章，並擔任《亞洲人壽保險》 (Life Insurance in Asia) 一書（約翰威立國際出版社）前後兩個版本的共同執筆人，此書是針對亞洲保險市場的挑戰與機遇進行全方位檢視的首部著作。倪先生經常出席各大國際論壇，針對金融服務、領導與管理以及社會企業等各類主題發表演講。 
- 《保險業在亞洲：下一個十年取勝》(John Wiley, 2009)
- 《亞洲的人壽保險：贏得未來的十年》[11]

## 教育背景
- 哈佛大學經濟學士
- 哈佛法學院法學博士
- 哈佛商學院工商管理碩士

## 外參考
1. ↑  .   [2020-03-03]. （原始内容存档于2020-11-06）.
2. ↑  .   [2020-03-03]. （原始内容存档于2020-11-19）.
3. ↑  .   [2020-03-04]. （原始内容存档于2020-03-04）.
4. ↑  .   [2020-03-03]. （原始内容存档于2020-09-21）.
5. ↑  .   [2020-03-03]. （原始内容存档于2020-03-03）.
6. ↑  .   [2020-03-03]. （原始内容存档于2020-03-03）.
7. ↑  .   [2025-06-05]. （原始内容存档于2025-06-05）.
8. ↑  .   [2020-03-03]. （原始内容存档于2020-10-19）.
9. ↑  .   [2020-03-04]. （原始内容存档于2020-10-23）.
10. ↑  .   [2020-03-04]. （原始内容存档于2020-01-29）.
11. ↑  .   [2020-03-03]. （原始内容存档于2020-03-03）.